# WTA de Stuttgart
O WTA de Stuttgart – ou Porsche Tennis Grand Prix, atualmente – é um torneio de tênis profissional feminino, de nível WTA 500.
Realizado em Stuttgart, no sudoeste da Alemanha, estreou em 2006, substituindo o WTA de Filderstadt. Os jogos são disputados em quadras de saibro cobertas durante o mês de abril.

## Finais

### Simples
| Ano                                                         | Campeã              | Vice-campeã         | Resultado      |
| ----------------------------------------------------------- | ------------------- | ------------------- | -------------- |
| 2025                                                        | Jeļena Ostapenko    | Aryna Sabalenka     | 6–4, 6–1       |
| 2024                                                        | Elena Rybakina      | Marta Kostyuk       | 6–2, 6–2       |
| 2023                                                        | Iga Świątek         | Aryna Sabalenka     | 6–3, 6–4       |
| 2022                                                        | Iga Świątek         | Aryna Sabalenka     | 6–2, 6–2       |
| 2021                                                        | Ashleigh Barty      | Aryna Sabalenka     | 3–6, 6–0, 6–3  |
| Torneio não realizado em 2020 devido à pandemia de COVID-19 |                     |                     |                |
| 2019                                                        | Petra Kvitová       | Anett Kontaveit     | 6–3, 7–62      |
| 2018                                                        | Karolína Plíšková   | Coco Vandeweghe     | 7–62, 6–4      |
| 2017                                                        | Laura Siegemund     | Kristina Mladenovic | 6–1, 2–6, 7–65 |
| 2016                                                        | Angelique Kerber    | Laura Siegemund     | 6–4, 6–0       |
| 2015                                                        | Angelique Kerber    | Caroline Wozniacki  | 3–6, 6–1, 7–5  |
| 2014                                                        | Maria Sharapova     | Ana Ivanović        | 3–6, 6–4, 6–1  |
| 2013                                                        | Maria Sharapova     | Li Na               | 6–4, 6–3       |
| 2012                                                        | Maria Sharapova     | Victoria Azarenka   | 6–1, 6–4       |
| 2011                                                        | Julia Görges        | Caroline Wozniacki  | 7–63, 6–3      |
| 2010                                                        | Justine Henin       | Samantha Stosur     | 6–4, 2–6, 6–1  |
| 2009                                                        | Svetlana Kuznetsova | Dinara Safina       | 6–4, 6–3       |
| 2008                                                        | Jelena Janković     | Nadia Petrova       | 6–4, 6–3       |
| 2007                                                        | Justine Henin       | Tatiana Golovin     | 2–6, 6–2, 6–1  |
| 2006                                                        | Nadia Petrova       | Tatiana Golovin     | 6–3, 7–64      |

### Duplas
| Ano                                                         | Campeãs                                   | Vice-campeãs                            | Resultado          |
| ----------------------------------------------------------- | ----------------------------------------- | --------------------------------------- | ------------------ |
| 2025                                                        | Gabriela Dabrowski Erin Routliffe         | Ekaterina Alexandrova Zhang Shuai       | 6–3, 6–3           |
| 2024                                                        | Chan Hao-ching Veronika Kudermetova       | Ulrikke Eikeri Ingrid Neel              | 4–6, 6–3, [10–2]   |
| 2023                                                        | Desirae Krawczyk Demi Schuurs             | Nicole Melichar-Martinez Giuliana Olmos | 6–4, 6–1           |
| 2022                                                        | Desirae Krawczyk Demi Schuurs             | Coco Gauff Zhang Shuai                  | 6–3, 6–4           |
| 2021                                                        | Ashleigh Barty Jennifer Brady             | Desirae Krawczyk Bethanie Mattek-Sands  | 6–4, 5–7, [10–5]   |
| Torneio não realizado em 2020 devido à pandemia de COVID-19 |                                           |                                         |                    |
| 2019                                                        | Mona Barthel Anna-Lena Friedsam           | Anastasia Pavlyuchenkova Lucie Šafářová | 2–6, 6–3, [10–6]   |
| 2018                                                        | Raquel Atawo Anna-Lena Grönefeld          | Nicole Melichar Květa Peschke           | 6–4, 56–7, [10–5]  |
| 2017                                                        | Raquel Atawo Jeļena Ostapenko             | Abigail Spears Katarina Srebotnik       | 6–4, 6–4           |
| 2016                                                        | Caroline Garcia Kristina Mladenovic       | Martina Hingis Sania Mirza              | 2–6, 6–1, [10–6]   |
| 2015                                                        | Bethanie Mattek-Sands Lucie Šafářová      | Caroline Garcia Katarina Srebotnik      | 6–4, 6–3           |
| 2014                                                        | Sara Errani Roberta Vinci                 | Cara Black Sania Mirza                  | 6–2, 6–2           |
| 2013                                                        | Mona Barthel Sabine Lisicki               | Bethanie Mattek-Sands Sania Mirza       | 6–4, 7–5           |
| 2012                                                        | Iveta Benešová Barbora Záhlavová-Strýcová | Julia Görges Anna-Lena Grönefeld        | 6–4, 7–5           |
| 2011                                                        | Sabine Lisicki Samantha Stosur            | Kristina Barrois Jasmin Wöhr            | 6–1, 7–65          |
| 2010                                                        | Gisela Dulko Flavia Pennetta              | Květa Peschke Katarina Srebotnik        | 3–6, 7–63, [10–5]  |
| 2009                                                        | Bethanie Mattek-Sands Nadia Petrova       | Gisela Dulko Flavia Pennetta            | 5–7, 6–3, [10–7]   |
| 2008                                                        | Anna-Lena Grönefeld Patty Schnyder        | Květa Peschke Rennae Stubbs             | 6–2, 6–4           |
| 2007                                                        | Květa Peschke Rennae Stubbs               | Chan Yung-jan Dinara Safina             | 56–7, 7–64, [10–2] |
| 2006                                                        | Lisa Raymond Samantha Stosur              | Cara Black Rennae Stubbs                | 6–3, 6–4           |